# 厄内斯汀·傅
厄内斯汀·傅（英語：Ernestine Fu，1992年4月30日—）是一位美国风险投资家及作家，就职于阿尔索·路易合伙（Alsop Louie Partners）公司。她早在入职该公司的头两个月即完成了首次交易，并于2011年8月登上《福布斯》杂志封面。她也是星展银行的一名顾问。
傅与斯坦福法学院前院长托马斯·埃里克曾合著《公民事务、公民课程》（Civic Work, Civic Lessons）一书，亦与斯坦福大学管理工程教授约翰·维恩特合著《可再生能源》（Renewed Energy）。
傅毕业于斯坦福大学，拥有多个学位。她也是门萨国际成员之一。